# Teochew
Teochew é um dialeto do sul de Chaoshan min, no qual é falada pelo povo teochew que originou em Cantão, também é falado na Tailândia, Hong Kong, Singapura, Vietnã, Indonésia e Malásia.
O Teochew preserva várias pronúncias do chinês antigo, como uma distinção de três vias entre as plosivas não-aspiradas, não-aspiradas, não-sonorizadas e não-sonorizadas, que estão ausentes no chinês mandarim. As vogais orais e nasalizadas formam pares mínimos contrastantes em Teochew.